# سنت-الزئار (گاسپزی)
سنت-الزئار، گاسپزی (به فرانسوی: Saint-Elzéar) شهری در منطقه شهری بونوانتور ناحیه گاسپزی-ایل-دو-لا-مادلن در استان کبک کانادا است. در سرشماری سال ۲۰۱۱ این شهر ۵۲۴ نفر جمعیت داشته‌است و مساحت آن ۱۹۸٫۷۵ کیلومتر مربع است.